# Japonski obred pitja čaja
Japonski obred pitja čaja, tudi japonska čajna slovesnost (znana kot sadō/čadō (茶道, »Pot čaja«) ali čanoju (茶の湯) je japonska kulturna dejavnost, ki vključuje obredno pripravo in predstavitev čaja matča (抹茶), zelenega čaja v prahu, katerega postopek se imenuje temae (点前). Medtem ko je na Zahodu poznan kot »čajna slovesnost«, je v praksi le redko ceremonialen. Najpogosteje se čaj postreže družini, prijateljem in sodelavcem, verske in obredne konotacije so v zahodnih prostorih precenjene.
Zen budizem je imel glavni vpliv na razvoj kulture japonskega čaja. Veliko redkeje japonska čajna praksa uporablja čaj iz listov, predvsem senča, prakso, znano kot senčadō (煎茶道, »pot senča«).
Med srečanja ob čaju spadajo neformalna srečanja ob čaju (čakai (茶会, »druženje ob čaju«)) in uradna srečanja ob čaju (čadži (茶事, »dogodek ob čaju«)). Čakai je razmeroma preprost način gostoljubja, ki vključuje slaščice, redek čaj in morda lahek obrok. Čadži je veliko bolj formalno srečanje, ki običajno vključuje kaiseki obrok s hrano, ki mu sledijo slaščice, gost čaj in redek čaj. Čadži lahko traja do štiri ure.

## Zgodovina
Prvi dokumentirani dokazi o čaju na Japonskem segajo v 9. stoletje. Najdemo ga v zapisu v Nihon Koki, ki se nanaša na budističnega meniha Eičū (永忠), ki je po vrnitvi s Kitajske na Japonsko prinesel nekaj čaja. Zapis navaja, da je Eičū osebno pripravil in postregel senčo (čajni napitek, pripravljen z namakanjem čajnih listov v vroči vodi) cesarju Sagi, ki je bil leta 815 na izletu v Karasakiju (v sedanji prefekturi Šiga). S cesarskim ukazom leta 816 so plantaže čaja začeli gojiti v japonski regiji Kinki. Vendar pa je zanimanje za čaj na Japonskem po tem zbledelo.
Na Kitajskem naj bi bil čaj po legendi poznan že več kot tisoč let. Oblika čaja, priljubljena na Kitajskem v Eičūjevem času, je bila danča (団茶, »čajni kolač« ali »čajna opeka«) – čaj, stisnjen v kepico na enak način kot pu-er čaj. Tega so nato zmleli v možnarju in dobljeni zmleti čaj zmešali z različnimi drugimi zelišči in aromami. Navada pitja čaja, najprej iz zdravilnih, nato pa predvsem iz prijetnih razlogov, je bila že razširjena po vsej Kitajski. V zgodnjem 9. stoletju je kitajski avtor Lu Ju napisal Klasiko čaja ( 茶經; pinjin chájīng)  razpravo o čaju, ki se osredotoča na njegovo gojenje in pripravo. Na Lu Jujevo življenje je močno vplival budizem, zlasti budistična šola Zen–Čán. Njegove ideje so imele močan vpliv na razvoj japonskega čaja.
Približno konec 12. stoletja je slog priprave čaja, imenovan tenča (点茶), pri katerem so čaj matča v prahu dali v skledo, dodali vročo vodo in čaj in vročo vodo stepli skupaj, je na Japonsko uvedel budistični menih Eisai ob vrnitvi s Kitajske. S seboj je vzel tudi semena čajevca, ki so sčasoma proizvedla čaj, ki je veljal za najbolj vrhunsko kakovost na vsej Japonski.  Ta zeleni čaj v prahu so najprej uporabljali v verskih obredih v budističnih samostanih. Do 13. stoletja, ko je šogunat Kamakura vladal državi in sta čaj in razkošje, povezano z njim, postala nekakšen statusni simbol med bojevniškim razredom, so se pojavile zabave tōča (闘茶, »degustacija čaja«), na katerih so lahko tekmovalci osvojili ekstravagantne nagrade za ugibanje o najbolj kakovostnem čaju – ki je bil pridelan v Kjotu in vzgojen iz semen, ki jih je Eisai prinesel s Kitajske.
Naslednje veliko obdobje v japonski zgodovini je bilo obdobje Muromači, ki kaže na vzpon kulture Kitajama (ja: 北山文化, Kitajama bunka), osredotočene na kulturni svet Ašikaga Jošimicuja in njegove vile v severnih hribih Kjota (Kinkaku-dži), kasneje v tem obdobju pa vzpon kulture Higašijama, osredotočene na eleganten kulturni svet Ašikaga Jošimasa in njegove upokojitvene vile v vzhodnih hribih Kjota (Ginkaku-dži). V tem obdobju, približno od leta 1336 do 1573, je nastajala japonska tradicionalna kultura, ki jo poznamo danes.
Uporaba japonskega čaja se je razvila kot »transformativna praksa« in začela razvijati lastno estetiko, zlasti načela vabi-sabi. Vabi predstavlja notranje ali duhovne izkušnje človeških življenj. Njegov prvotni pomen je nakazoval tiho ali trezno prefinjenost ali umirjen okus, »za katerega so značilni ponižnost, zadržanost, preprostost, naturalizem, globina, nepopolnost in asimetrija« ter »poudarja preproste, neokrašene predmete in arhitekturni prostor ter slavi mehko lepoto, ki jo čas in skrb posredovati materialom«. Sabi pa predstavlja zunanjo ali materialno plat življenja. Prvotno je pomenilo »obrabljen«, »preperel« ali »razpadel«. Zlasti med plemstvom je razumevanje praznine veljalo za najučinkovitejše sredstvo za duhovno prebujenje, medtem ko je bilo sprejemanje nepopolnosti počaščeno kot opomin, da je treba ceniti svojo neizbrušeno in nedokončano naravo – kar velja za prvi korak k satoriju ali razsvetljenju.  Osrednji so koncepti omotenašija, ki se vrti okoli gostoljubja.
Murata Jukō  (村田珠光, 1423–1502) je v zgodovini čanoju znan kot zgodnji razvijalec čaja kot duhovne prakse. Zen je študiral pri menihu Ikkjūju, ki je revitaliziral zen v 15. stoletju, in to naj bi vplivalo na njegov koncept čanoju. Do 16. stoletja se je pitje čaja razširilo na vse ravni družbe na Japonskem. Sen no Rikyū (千利休, 1522 – April 21, 1591) in njegovo delo Južni zapis, morda najbolj znana – in še vedno čaščena – zgodovinska osebnost v zvezi s čajem, je sledil konceptu iči-go iči-e svojega mojstra Takeno Džōōja, filozofiji, da je treba vsako srečanje ceniti, saj lahko nikoli ne bo ponovljeno. Njegovi nauki so izpopolnili številne na novo razvite oblike v arhitekturi in vrtovih, umetnosti ter popoln razvoj »poti čaja«. Načela, ki jih je postavil – harmonija (和, va), spoštovanje (敬, kei), čistost (清, sei) in mir (寂, 'džaku) – so še vedno osrednjega pomena za čaj.
Sen no Rikjū je bil vodilni vodja ekipe regenta Tojotomija Hidejošija, ki ga je močno podpiral pri kodificiranju in širjenju načina pitja čaja, tudi kot sredstva za utrjevanje lastne politične moči. Na Hidejošijev okus je vplival njegov vodja ekipe, a kljub temu je imel tudi svoje ideje za utrjevanje svoje moči, kot sta izgradnja Zlate čajne sobe (prenosna pozlačena čašicu (čajnica), zgrajena v poznem 16. stoletju v obdobju Azuči–Momojama; Prvotna Zlata čajna soba je izgubljena, vendar so bile narejene številne rekonstrukcije) in gostovanje čajne slovesnosti Grand Kitano (北野大茶湯; Kitano ōčanoju) leta 1587. Simbiotično razmerje med politiko in čajem je bilo na vrhuncu. Vendar pa je bilo vse bolj v nasprotju z rustikalno in preprosto estetiko, ki jo je nenehno oglaševal njegov čajni mojster, kar je regent vedno bolj videl kot grožnjo za utrjevanje lastne moči in položaja, zaradi česar je začel trpeti njun nekoč tesen odnos. Leta 1590 je bil eden od vodilnih Rikjujevih učencev, Jamanoue Sōdži, brutalno usmrčen na ukaz regenta. Leto pozneje je regent svojemu vodji ukazal, naj naredi ritualni samomor. Pot čaja ni bila nikoli tako tesno prepletena s politiko ne prej ne pozneje. Po smrti Rikjūja so od njega izšle v bistvu tri šole, ki so nadaljevale tradicijo. Pot čaja se je še naprej širila po vsej deželi in se kasneje razvila ne le iz dvornega in samurajskega razreda, ampak tudi proti meščanom. Številne šole japonske čajne slovesnosti so se razvile skozi dolgo zgodovino čadō in so aktivne še danes.

## Prizorišča
Japonski čajni obredi se običajno izvajajo v posebej zgrajenih prostorih ali sobah, namenjenih za čajni obred. Medtem ko namensko zgrajena soba s tatamijem velja za idealno prizorišče, je vsak prostor, kjer je mogoče postaviti potrebne pripomočke za pripravo in postrežbo čaja in kjer lahko gostitelj pripravi čaj v prisotnosti sedečega gosta(-ov). ) lahko uporabite kot prostor za čaj. Na primer, srečanje ob čaju je lahko organizirano v slogu piknika na prostem, znano kot nodate (野点).
Namensko zgrajena soba, zasnovana za slog čaja vabi, se imenuje čašicu in je idealno široka in dolga 4,5 tatamija. Namensko zgrajen čašicu ima običajno nizek strop, ognjišče, vgrajeno v tleh, nišo za obešanje zvitkov in postavitev drugih okrasnih predmetov ter ločene vhode za gostitelja in goste. Ima tudi priloženo pripravljalno območje, znano kot mizuja.
Soba 4,5 mat velja za standardno, vendar se uporabljajo tudi manjše in večje sobe. Gradbeni materiali in okraski so namerno preprosti in rustikalni v čajnicah v slogu vabi. Čašicu se lahko nanaša tudi na prostostoječe stavbe za čaj. Takšne čajne hiše lahko vsebujejo več čajnih sob različnih velikosti in slogov, garderobe in čakalnice ter drugo opremo, obdane pa so s čajnim vrtom, imenovanim rodži.

## Letni časi
Za uživanje v čaju in čajnem obredu je pomembna sezonskost in menjava letnih časov. Tradicionalno leto praktiki čaja delijo na dve glavni sezoni: sezono potopljenega ognjišča (炉, ro), ki predstavlja hladnejše mesece (tradicionalno od novembra do aprila), in sezono žerjavice (風炉, furo), ki predstavlja toplejše mesece (tradicionalno od maja do oktobra).
Za vsako sezono obstajajo različice izvajanih tem ter uporabljenih pripomočkov in druge opreme. V idealnem primeru se konfiguracija tatamija v sobi s 4,5 blazinami tudi spreminja glede na sezono.

## Gost in redek čaj
Obstajata dva glavna načina priprave matča za uživanje čaja: gosta (濃茶, koiča) in redka (薄茶, usuča), pri čemer se za pripravo gostega čaja uporabljajo listi čaja najboljše kakovosti. V preteklosti so čajne liste, uporabljene kot embalažni material za liste koiča v čajni žari (茶壺, čacubo), postregli kot redek čaj. Japonski zgodovinski dokumenti o čaju, ki razlikujejo med usuča in koiča, se prvič pojavijo v dobi Tenmon (1532–55). Prvi dokumentiran pojav izraza koiča je leta 1575.
Kot povedo izrazi, je koiča gosta mešanica matča in vroče vode, ki zahteva približno trikrat več čaja na enakovredno količino vode kot usuča. Za pripravo usuče stepemo matča in vročo vodo z metlico za čaj (茶筅, časen), koičo pa z metlico pregnetemo, da se velika količina čaja v prahu gladko premeša z vodo.
Redki čaj postrežejo vsakemu gostu v svoji skledi, eno skledo gostega čaja pa si razdeli več gostov. Ta slog deljenja sklede koiče se je prvič pojavil v zgodovinskih dokumentih leta 1586 in je metoda, za katero velja, da jo je izumil Sen no Rikjū.
Najpomembnejši del čadži je priprava in pitje koiča, ki ji sledi usuča. Čakai lahko vključuje samo pripravo in postrežbo redkega čaja (in spremljajočih slaščic), ki predstavlja bolj sproščen, zaključni del čadžija.

## Pribor
Oprema za obred pitja čaja se imenuje čadōgu (茶道具). Na voljo je široka paleta, različni slogi in motivi pa se uporabljajo za različne dogodke in v različnih letnih časih, pri čemer je večina izdelanih iz skrbno obdelanega bambusa. Z vsemi pripomočki za pripravo čaja ravnamo izjemno skrbno, skrbno jih očistimo pred in po vsaki uporabi ter pred shranjevanjem, z nekaterimi rokujemo samo z rokavicami. Nekateri predmeti, kot je kozarec za shranjevanje čaja (znan kot čigusa), so tako čaščeni, da so v zgodovini dobili ustrezna imena kot ljudje, občudovali in dokumentirali pa so jih številni pisci dnevnikov.
Nekateri bolj bistveni sestavni deli čajnega obreda so:
Čakin (茶巾)
Čakin je majhna pravokotna bela platnena ali konopljina krpa, ki se uporablja predvsem za brisanje posode za čaj.
Časen (茶筅, metlica za čaj)
To je orodje, ki se uporablja za mešanje čaja v prahu z vročo vodo. Metlice za čaj so izrezljane iz enega kosa bambusa. Obstajajo različne vrste. Metlice za čaj se med uporabo hitro obrabijo in poškodujejo, zato naj gostitelj uporabi novo, ko drži čakai ali čadži.
Čašaku (茶杓, čajna žlica)
Žličke za čaj so običajno izrezljane iz enega samega kosa bambusa, čeprav so lahko tudi iz slonovine ali lesa. Uporabljajo se za zajemanje čaja iz čajne posode v čajno skledo. Bambusove žličke za čaj v najbolj ležernem slogu imajo vozliček v približnem središču. Večje zajemalke se uporabljajo za prenos čaja v posodo za čaj v mizuji (območju za pripravo), vendar jih gostje ne vidijo. V različnih čajnih tradicijah se uporabljajo različni slogi in barve.
Čavan (茶碗, skleda za čaj)
Čajne sklede so na voljo v številnih velikostih in slogih, različni slogi pa se uporabljajo za gost in redek čaj. Poleti uporabljamo plitve sklede, ki omogočajo hitro ohlajanje čaja; pozimi se uporabljajo globoke sklede. Sklede pogosto poimenujejo njihovi ustvarjalci ali lastniki ali čajni mojstri. Več kot štiristo let stare sklede so danes v uporabi, a le ob nenavadno posebnih priložnostih. Najboljše sklede se izdelujejo ročno, nekatere sklede pa so izjemno dragocene. Nepravilnosti in nepopolnosti so cenjene: pogosto so vidno prikazane kot »sprednji del« sklede.
Nacume/Čaire (棗・茶入, čajnik)
Majhna posoda s pokrovom, v katero se da čaj v prahu za uporabo v postopku priprave čaja ([お]手前; [お]点前; [御]手前, [o]temae). Nacume se običajno uporablja za usuča, chaire pa za koiča.

## Postopki
Postopki se razlikujejo od šole do šole in glede na letni čas, čas dneva, kraj in druge vidike. Opoldansko druženje ob čaju enega gostitelja in največ petih gostov velja za najbolj formalen čadži. Sledi splošen opis opoldanskega čadžija, ki se v hladni sezoni izvaja v namensko zgrajeni čajnici.
Gostje pridejo malo pred dogovorjenim časom in vstopijo v notranjo čakalnico, kjer pospravijo nepotrebne stvari, kot so plašči in obujejo sveže tabi nogavice. V idealnem primeru ima čakalnica tatami in nišo (tokonoma), v kateri je razstavljen viseč zvitek, ki lahko namiguje na letni čas, temo čadži ali kakšno drugo primerno temo.
Gostom postrežejo skodelico tople vode, kombu čaj, pražen ječmenov čaj ali sakuraju. Ko vsi gostje pridejo in končajo s pripravami, se odpravijo na zunanjo čakalno klop v rodži, kjer ostanejo do povabila gostitelja.
Po tihem priklonu med gostiteljem in gosti se gostje odpravijo do cukubaija (kamnitega bazena), kjer se ritualno očistijo z umivanjem rok in izpiranjem ust z vodo, nato pa nadaljujejo po rodžiju do čajnice. Sezujo se obuti in vstopijo v čajnico skozi majhna drsna vrata (nidžiri-guči) in nadaljujejo z ogledom predmetov, postavljenih v tokonoma in vse pripravljene opreme za čaj, ki je postavljena v sobo, nato pa se usedejo seiza - slog na tatamiju po vrstnem redu prestiža.
Ko zadnji gost zasede svoje mesto, zaprejo vrata z zvočnim signalom, da opozorijo gostitelja, ki vstopi v čajnico in pozdravi vsakega gosta, nato pa odgovarja na vprašanja prvega gosta o svitku in drugih predmetih.
Čadži se začne v hladnih mesecih s kurjenjem oglja, ki se uporablja za ogrevanje vode. Nato gostom postrežejo obrok v več hodih, skupaj s sakejem, ki mu sledi majhna sladkarija (vagaši), pojedena iz posebnega papirja, imenovanega kaiši (懐紙), ki ga vsak gost nosi s seboj, pogosto v okrasni denarnici ali zataknjeno v prsih, kimonu. Po obroku je odmor, imenovan nakadači (中立ち), med katerim se gostje vrnejo v čakajoče zavetje, dokler jih gostitelj ponovno ne pokliče, ta odmor izkoristi za pometanje čajne sobe, sname zvitek in ga nadomesti s cvetličnim aranžmajem, odpre polkna čajnice in se pripravi na postrežbo čaja.
Ko jih zvok zvonca ali zvonjenje gonga na predpisan način privabi nazaj v čajnico, se gostje ponovno očistijo in pregledajo predmete, ki so postavljeni v čajnico. Nato vstopi gostitelj, obredno očisti vse pripomočke – vključno s skledo za čaj, metlico in zajemalko za čaj – v navzočnosti gostov v točno določenem vrstnem redu in s predpisanimi gibi ter jih natančno razporedi v skladu z določenim tematskim postopkom. Ko je priprava pribora končana, gostitelj pripravi gosti čaj.
Domačin in gost, ki prejme čaj, se priklonita. Nato se gost prikloni drugemu gostu in dvigne skledo v znak spoštovanja do gostitelja. Gost obrne skledo, da ne bi pil z njene sprednje strani, naredi požirek in pohvali gostitelja za čaj. Ko gost naredi nekaj požirkov, obriše rob sklede in jo poda drugemu gostu. Postopek se ponavlja, dokler vsi gostje ne vzamejo čaja iz iste sklede; vsak gost ima nato priložnost občudovati skledo, preden jo vrnejo gostitelju, ki nato očisti opremo in zapusti čajnico.
Nato gostitelj ponovno prižge ogenj in doda še oglje. To pomeni spremembo bolj formalnega dela srečanja v bolj priložnostnega dela in gostitelj se vrne v čajnico, da prinese komplet za kajenje (タバコ盆, tabako-bon) in več slaščic, običajno higaši, za spremljavo. tanek čaj in po možnosti blazine za udobje gostov.
Gostitelj bo nato nadaljeval s pripravo posamezne sklede redkega čaja, ki bo postrežen vsakemu gostu. Medtem ko je v prejšnjih delih zbiranja pogovor omejen na nekaj uradnih komentarjev, izmenjanih med prvim gostom in gostiteljem, se lahko v delu usuča po podobni obredni izmenjavi gostje vključijo v priložnostni pogovor.
Ko vsi gostje popijejo čaj, gostitelj pospravi pribor. Častni gost bo zahteval, da gostitelj dovoli gostom, da pregledajo nekaj pripomočkov in vsak gost po vrsti pregleda vsak predmet, vključno s posodo za čaj in zajemalko za čaj. (Ta pregled se opravi, da se izkaže spoštovanje in občudovanje gostitelja.) S predmeti se ravna izjemno skrbno in spoštljivo, saj so lahko neprecenljive, nenadomestljive, ročno izdelane starine, gostje pa pogosto uporabljajo posebno brokato tkanino, ko z njimi rokujejo.
Nato gostitelj pobere pribor, gostje pa zapustijo čajnico. Domačin se prikloni od vrat in shoda je konec. Čajanka lahko traja do štiri ure, odvisno od vrste prireditve, števila gostov ter vrste postrežene jedi in čaja.

## Vrste
Vsako dejanje v čadōju – kako se uporablja kotliček, kako se preišče čajna skodelica, kako se čaj zajema v skodelico – se izvaja na zelo specifičen način in si ga lahko predstavljamo kot postopek ali tehniko. Postopki, ki se izvajajo so znani pod skupnim imenom temae. Dejanje izvajanja teh postopkov med čadžijem se imenuje doing temae.
Obstaja veliko slogov, odvisno od šole, priložnosti, letnega časa, okolja, opreme in nešteto drugih možnih dejavnikov. Sledi kratek splošen seznam pogostih vrst temae.

### Čabako temae
Čabako temae (茶箱手前) se tako imenuje, ker se oprema odstrani iz posebne škatle, znane kot čabako (茶箱, lit.  »škatla za čaj«), in jo nato zamenja. Čabako se je razvil kot priročen način za pripravo potrebne opreme za pripravo čaja na prostem. Osnovna oprema, ki jo vsebuje je posodica za čaj, metlica za čaj (shranjena v posebni posodici), zajemalka za čaj ter lanena krpica za brisanje v posebni posodici ter posodica za bonbončke. Veliko predmetov je manjših od običajnih, da jih lahko spravite v škatlo. To pakiranje traja približno 35–40 minut.

### Hakobi temae
Hakobi temae (運び手前) se tako imenuje, ker razen grelnika za vročo vodo (in žerjavnice, če ne uporabljate poglobljenega ognjišča) osnovne stvari za pripravo čaja, vključno s posodo za svežo vodo, nosite v čajnico gostitelja kot del temae. V drugih temae se vrč z vodo in morda drugi predmeti, odvisno od soga, postavijo v čajnico, preden gostje vstopijo.

### Obon temae
Obon temae (お盆手前), bon temae (盆手前) ali bonrjaku temae (盆略手前) je preprost postopek za pripravo usuča (redkega čaja). Posodo za čaj, metlico za čaj, zajemalko za čaj, čakin in posodo za čaj postavimo na pladenj, toplo vodo pa pripravimo v kotličku, imenovanem tecubin, ki ga segrevamo na žerjavici. To je običajno prva tema, ki se je naučimo in jo je najlažje izvesti, saj ne zahteva niti veliko specializirane opreme niti veliko časa za dokončanje. To lahko preprosto storite sede za mizo ali na prostem, z uporabo termo posode namesto tecubina in prenosnega ognjišča.

### Rjūrei
V slogu rjūrei (立礼) se čaj pripravlja tako, da gostitelj kleči za posebno mizo, pri mizah pa klečijo tudi gostje. Zato je mogoče, da se temae izvajajo skoraj povsod, tudi na prostem. Ime se nanaša na gostiteljevo prakso prvega in zadnjega priklona stoje. V rjūreiju je običajno pomočnik, ki sedi blizu gostitelja in premakne gostiteljev sedež s poti, če je potrebno za stoječe ali sedeče. Pomočnik gostom postreže tudi čaj in sladkarije. Ta postopek izvira iz šole Urasenke, sprva za strežbo nejaponskih gostov, za katere se je mislilo, da bi bilo bolj udobno sedeti na stolih.

## Bistveni elementi

### Čajnica
Japonske tradicionalne talne podloge, tatami, se na različne načine uporabljajo pri ponudbi čaja. Njihova postavitev na primer določa, kako se oseba sprehaja skozi čajnico čašicu in različne položaje sedenja.
Uporaba tatamija je vplivala na razvoj obreda pitja čaja. Na primer, ko hodite po tatamiju, je običajno, da se premikate, da ne povzročate motenj. Premetavanje sili posameznika, da se upočasni, ohrani pokončno držo in tiho hodi ter pomaga ohranjati ravnotežje, saj kombinacija tabija in tatamija povzroči spolzko površino; je tudi funkcija nošenja kimona, ki omejuje dolžino koraka. Izogibati se je treba hoji po spojih med blazinami, en praktični razlog je, da bi to lahko poškodovalo tatami. Zato študente priprave čaja učijo, da stopijo čez takšne spoje, ko hodijo po čajnici.
Postavitev tatamija v čajnih sobah se nekoliko razlikuje od običajne postavitve v običajnih sobah v japonskem slogu in se lahko razlikuje tudi glede na letni čas (kjer je možno preurediti podloge). V sobi s preprogami 4,5 so te nameščene v krožnem vzorcu okoli sredinske preproge. Namensko zgrajene čajnice imajo v tleh potopljeno kurišče, ki se uporablja pozimi. Uporablja se poseben tatami, ki ima izrezan del, ki omogoča dostop do ognjišča. Poleti je ognjišče pokrito z majhnim kvadratom dodatnega tatamija ali, kar je pogosteje, tatami ognjišča nadomesti s polno podlogo, ki popolnoma skrije ognjišče.
Običajno je, da se izogibamo stopanju na to osrednjo podlogo, kadar koli je to mogoče, kot tudi izogibanju polaganju rok z dlanmi navzdol, saj deluje kot nekakšna miza: nanjo so postavljeni čajni pribor za ogled in pripravljene sklede s čajem. Da bi preprečili, da bi stopili nanjo, lahko ljudje hodijo okoli nje po drugih preprogah ali se premikajo po rokah in kolenih.
Razen pri hoji se pri gibanju po tatamiju stisnjene pesti položijo na blazine in se z njimi vlečejo naprej ali potiskajo nazaj, pri tem pa ohranjajo seiza položaj.
Obstaja na desetine resničnih in namišljenih linij, ki prečkajo vsako čajnico. Te se uporabljajo za določanje natančne postavitve posode in nešteto drugih podrobnosti; če jo izvajajo usposobljeni praipravljalci, se postavitev pripomočkov od zbiranja do zbiranja zelo razlikuje. Črte v tatami blazin (畳目, tatami-me) se uporabljajo kot vodilo za postavitev, spoji pa služijo kot razmejitev, ki označuje, kje naj ljudje sedijo.
Tatami zagotavlja udobnejšo površino za sedenje v slogu seiza. V določenih obdobjih leta (predvsem med novoletnimi prazniki) so lahko deli tatamija, kjer sedijo gostje, pokriti z rdečo klobučevino.

### Viseči zvitek
Osrednjo vlogo pri čaju ima kaligrafija, predvsem v obliki visečih zvitkov. Zvitki, ki so jih pogosto napisali znani kaligrafi ali budistični menihi, so obešeni v tokonomi (niši za zvitke) v čajnici. Izbrani so glede na njihovo primernost za priložnost, vključno z letnim časom in temo določenega druženja. Kaligrafski zvitki lahko vsebujejo dobro znane izreke, zlasti tiste, povezane z budizmom, pesmi, opise slavnih krajev ali besede ali besedne zveze, povezane s čajem. Zgodovinar in pisec Haga Kōširō poudarja, da je iz naukov Sen no Rikjūja, zapisanih v Nanpō roku, jasno razvidno, da primernost katerega koli določenega zvitka za druženje ob čaju ni odvisna samo od teme pisanja, ampak tudi od vrline pisatelja. Nadalje Haga poudarja, da je Rikjū v čajnici raje obesil bokuseki (»sledi črnila«), kaligrafijo zen budističnih duhovnikov. Tipičen primer visečega zvitka v čajnici bi lahko imel kandži va-kei-sei-džaku (和敬清寂, »harmonija, spoštovanje, čistost in mirnost«), ki izraža štiri ključna načela poti čaja. Nekateri vsebujejo samo en znak; poleti bi bilo primerno kaze (風, »veter«). Uporabljajo se tudi viseči zvitki, ki prikazujejo sliko namesto kaligrafije ali kombinacijo obojega. Zvitki so včasih postavljeni tudi v čakalnici.

### Cvetlični aranžma
Čabana (dobesedno »čajni cvet«) je preprost slog cvetličnega aranžiranja, ki se uporablja v čajnicah. Svoje korenine ima v ikebani, starejšem slogu japonskega aranžiranja cvetja, ki ima korenine v šintoizmu in budizmu.
Razvil se je iz sloga ikebane v »prosti obliki«, imenovanega nageirebana (投げ入れ, »vmetanje rož«), ki so ga uporabljali zgodnji mojstri obreda čaja. Odvisno od vira naj bi čabano bodisi razvil ali zagovarjal Sen no Rikjū. Učil naj bi, da mora na gledalca narediti enak vtis, kot bi ga te rože naravno dale, če bi še rasle na prostem, v naravi.
Nikoli se ne uporabljajo nenaravni ali izvensezonski materiali, prav tako ne rekviziti in druge naprave. Posode, v katere je razporejena čabana, se na splošno imenujejo hanaire (花入れ). Aranžmaji običajno obsegajo malo predmetov in malo ali nič polnila. Poleti, ko je na Japonskem sezona številnih cvetočih trav, pa je sezonsko primerno, da več takih cvetočih trav razporedimo v zračno košarasto posodo. Za razliko od ikebane (ki pogosto uporablja plitve, široke posode) se v čabani pogosto uporabljajo visoke, ozke hanaire. Posode za rože, ki se uporabljajo v čajnicah, so običajno narejene iz naravnih materialov, kot je bambus, pa tudi iz kovine ali keramike, le redko iz stekla, saj ikebana (drug cvetlični aranžma) uporablja kratke steklene vaze.
Aranžmaji čabana so tako preprosti, da se pogosto ne uporabi več kot en sam cvet; ta cvet bo vedno nagnjen proti gostom ali obrnjen proti njim.

### Obrok
Kaiseki (懐石) ali ča-kaiseki (茶懐石) je obrok, ki ga postrežejo v okviru formalnega obreda čaja. V ča-kaiseki se uporabljajo samo sveže sezonske sestavine, pripravljene na načine, ki želijo izboljšati njihov okus. Izbira sestavin in vrst hrane je zelo skrbna, končne jedi pa so skrbno predstavljene na servirni posodi, ki je izbrana tako, da poudari videz in sezonsko tematiko obroka. Jedi so zapleteno aranžirane in okrašene, pogosto s pravimi užitnimi listi in cvetovi, ki naj bi pomagali izboljšati okus hrane. Servirna posoda in okraski so prav tako del kaiseki izkušnje kot hrana; nekateri bi morda trdili, da je estetska izkušnja gledanja hrane celo pomembnejša od fizične izkušnje uživanja hrane.
Hodi so postreženi v majhnih obrokih v posameznih jedeh. Vsak ima majhen lakiran pladenj zase; zelo pomembni ljudje lahko dobijo svojo nizko, lakirano mizico ali več majhnih mizic.
Ker ča-kaiseki na splošno sledi tradicionalnim prehranjevalnim navadam na Japonskem, so mesne jedi redke.

### Oblačila
Številni gibi in sestavni deli čajnih obredov so se razvili iz nošenja kimona. Na primer, določeni gibi so zasnovani tako, da visečim rokavom preprečijo ali onemogočijo, da bi postali umazani. Drugi gibi omogočajo poravnavo kimona in hakama (hlače, ki se zavežejo v pasu in padajo približno do gležnjev).
Nekaterih vidikov čajne slovesnosti – kot je uporaba svilenih fukusa krp – ni mogoče izvesti brez nošenja kimona in obija ali nadomestka za pas, saj se tkanina med obredom zloži in zatakne v obi. Drugi predmeti, kot so kaiši, manjša oblačila, znana kot kobukusa (小袱紗) in pahljače, zahtevajo kimono ovratnike, rokave in obi, ki se nosijo z njimi, da se lahko uporabljajo med celotnim obredom; sicer je treba najti nadomestek za shranjevanje teh predmetov na osebi.
Iz tega razloga se večina čajnih obredov izvaja v kimonu, in čeprav bodo učenci morda vadili nošenje zahodnjaških oblačil, bodo učenci čajnih obredov kdaj morali nositi kimono. Ob formalnih priložnostih bo gostitelj čajne slovesnosti vedno nosil kimono, za goste pa je treba nositi formalni kimono ali zahodnjaška uradna oblačila. Ne glede na slog oblačenja je obleka, ki jo nosimo na druženju ob čaju, običajno umirjena in konservativna, da ne moteča.
Za ženske je vrsta kimona, ki ga nosijo, običajno iromudži – enobarvni kimono brez vzorcev, ki se nosi z nagoja obi iz ustrezne tkanine tanmono; ne nosijo se svilene tkanine, vzorci šibori in na splošno živobarvni obi. Nosi se lahko tudi kimone Edo komon, saj so njihovi vzorci dovolj majhni, da so nemoteči.
Moški lahko nosijo samo kimono ali (za bolj formalne priložnosti) kombinacijo kimona in hakame (dolgo, razdeljeno ali nerazdeljeno krilo, ki se nosi čez kimono). Tisti, ki so si pridobili pravico, lahko nosijo kimono z džittoku (十徳) ali džuttoku jakno namesto hakame.
Ženske nosijo različne sloge kimona, odvisno od sezone in dogodka; ženske na splošno ne nosijo hakame za čajne priložnosti in ne pridobijo pravice do nošenja džittoku.
Podložen kimono nosijo tako moški kot ženske v zimskih mesecih, kimono brez podloge pa poleti. Za formalne priložnosti se nosi moncuki kimono (紋付着物) (kimono s tremi do petimi družinskimi grbi na rokavih in hrbtu). Tako moški kot ženske nosijo bele tabi (nogavice z razdeljenimi prsti).

## Šole
Na Japonskem se tisti, ki želijo preučevati čajno slovesnost, običajno pridružijo »krogu«, splošnemu izrazu za skupino, ki se redno srečuje in sodeluje pri določeni dejavnosti. Na številnih nižjih in srednjih šolah, fakultetah in univerzah obstajajo tudi čajni klubi.
Pouk lahko poteka v skupnostnih centrih, namenskih čajnih šolah ali na zasebnih domovih. Čajne šole pogosto poučujejo veliko različnih učencev, ki se lahko učijo ob različnih urah; na primer, šola ima lahko skupino za ženske, skupino za starejše učence in skupino za mlajše učence. Študenti običajno plačujejo mesečno pristojbino, ki pokriva šolnino in uporabo šolskih (ali učiteljevih) skled in druge opreme, sam čaj in sladkarije, ki jih učenci postrežejo in jedo pri vsaki uri. Učenci morajo imeti svojo lastno fukuso, pahljačo, kaiši papir in kobukuso ter lastno denarnico, v katero bodo dali te predmete. Čeprav lahko nekatere skupine in praktikanti čajnega obreda nosijo zahodnjaška oblačila, je za večino priložnosti čajnega obreda – zlasti če je učitelj visoko uvrščen v tradiciji – nošenje kimona nujno, zlasti za ženske. V nekaterih primerih lahko višji študenti dobijo dovoljenje, da namesto običajnih družinskih grbov na formalnem kimonu nosijo oznako šole. To dovoljenje običajno spremlja podelitev imena čamei študentu.
Novi učenci običajno začnejo z opazovanjem naprednejših učencev med vadbo. Nove študente lahko večinoma poučujejo naprednejši učenci; najnaprednejše učence poučuje izključno učitelj. Prvo, kar se novopečeni učenci naučijo je, kako pravilno odpreti in zapreti drsna vrata, kako hoditi po tatamiju, kako vstopiti in izstopiti iz čajnice, kako se prikloniti ter komu in kdaj to storiti, kako umivati, hraniti in negovati. za različno opremo, kako zložiti fukuso, kako obredno očistiti pribor za čaj ter kako oprati in zložiti čakin. Ko obvladajo te bistvene korake, se učenci tudi naučijo, kako se obnašati kot gost pri čajnih obredih: pravilne besede, kako ravnati s skledami, kako piti čaj in jesti sladkarije, kako uporabljati papir in sladkarije in nešteto drugih podrobnosti.
Ko obvladajo osnove, bodo tečajniki dobili navodila, kako pripraviti čaj v prahu za uporabo, kako napolniti posodo za čaj in na koncu, kako odmeriti čaj in vodo ter ju stepati do prave gostote. Ko te osnovne korake obvladajo, študentje začnejo vaditi najpreprostejše teme, ki se običajno začnejo z O-bon temae. Šele ko bo prva obvladana, bodo učenci nadaljevali. Študij poteka z opazovanjem in prakso; učenci pogosto ne delajo zapiskov in mnogi učitelji odvračajo od pisanja zapiskov.
Ko obvladajo vsak korak obreda, nekatere šole in učitelji podelijo učencem spričevala na uradni slovesnosti. Po navedbah šole lahko to potrdilo jamči, da je študent obvladal dano temo, ali pa mu lahko da dovoljenje za začetek študija dane teme. Pridobitev takih certifikatov je pogosto zelo draga; učenec običajno ne more plačati le priprave samega spričevala in udeležbe na srečanju, na katerem se podeli, ampak se od njega pričakuje tudi, da se učitelju zahvali tako, da mu izroči darilo v denarju. Stroški pridobitve certifikatov se povečajo z višjo stopnjo študenta.
Običajno se vsaka ura konča tako, da celotna skupina dobi kratka navodila od glavnega učitelja, običajno v zvezi z vsebino tokonome (niša za zvitke, ki običajno vsebuje viseči zvitek (običajno s kaligrafijo), cvetlični aranžma in občasno druge predmete tudi) in sladkarije, ki so bile postrežene tisti dan. Sorodne teme vključujejo kadilo in kimono ali komentarje o sezonskih spremembah opreme ali ponudbe.

## Senčadō
Tako kot formalne tradicije matča obstajajo tudi formalne tradicije senča, ki se razlikujejo kot senčadō, ki običajno vključujejo visokokakovostni razred senča gjokuro. To ponudbo, bolj kitajskega sloga, je na Japonsko v 17. stoletju predstavil Ingen, ustanovitelj šole zen budizma Ōbaku, ki je tudi bolj kitajska po slogu kot prejšnje šole. V 18. stoletju ga je populariziral menih Ōbaku Baisao, ki je prodajal čaj v Kjotu, kasneje pa je veljal za prvega mojstra senče. Še vedno je povezan s šolo Ōbaku, glavni tempelj Manpuku-dži pa gosti redne kongrese čaja senča.